# Первый дивизион Саудовской Аравии по футболу
Первый дивизион Саудовской Аравии по футболу (араб. السعودية في دوري الدرجة الاولى‎) — это второй по силе дивизион профессионального футбола Саудовской Аравии. Соревнования первого дивизиона организуются Федерацией футбола Саудовской Аравии.
Первый дивизион Саудовской Аравии по футболу в настоящее время состоит из 18 клубов.
Действующий чемпион «Неом».

## Квалификация и понижение
Команды, занявшие по итогам сезона 1-е и 2-е места, получают право выступать на следующий сезон в Саудовской Про-лиге. Команды, занявшие по итогам сезона последние 3 места (14-е,15-е и 16-е), переводятся на лигу ниже — в Саудовский второй дивизион.